# Cross du Figaro
Pour les articles homonymes, voir Figaro (homonymie).
Le Cross du Figaro est une compétition de cross-country disputée annuellement à Paris entre 1961 et 2000 dans le bois de Boulogne, puis à partir de 2013 dans le parc de Saint-Cloud.

## Historique

### Organisation par le journalLe Figaro(1961-2000)

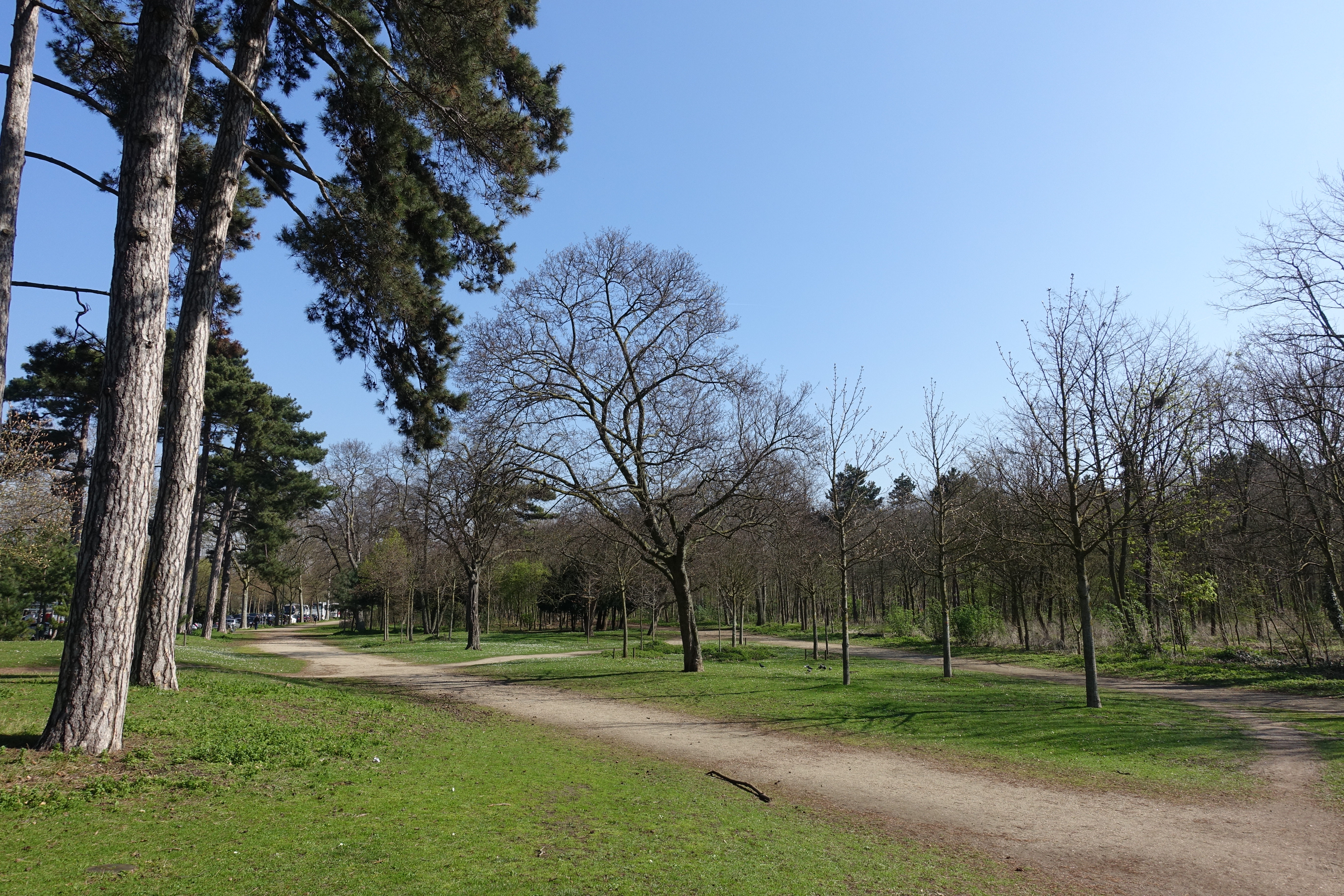
Le bois de Boulogne

Le Cross du Figaro a été créé par Gérard du Peloux, chef du service des sports du Figaro, et Jean Malleret en 1961 afin de concurrencer le Cross de L'Humanité organisé annuellement dans le bois de Vincennes par le journal communiste L'Humanité depuis 1933.
La course remporte un succès croissant au fil de ses éditions, passant de 3 000 participants à 35 849 en 1979. Pour accompagner sa croissance, de nouvelles catégories sont créées au fil des années : vétérans en 1962, militaires en 1963, course féminine en 1966, équipes familiales regroupant trois générations... La direction de la course met également en place des challenges interclubs et inter-entreprises. En 1972, la course prend une nouvelle dimension avec une organisation sur deux jours.
Invité pour faire la promotion de la course à sa création, Michel Jazy en fut le premier lauréat. Il remporta ensuite les trois éditions suivantes.
Le début des années 2000 fut fatal au Cross du Figaro : après l'annulation des courses ouvertes au grand public en 1999 à cause des tempêtes puis les mesures de sécurité imposées en 2001 après les attentats du 11 septembre, la direction du journal donne le clap de fin pour des raisons financières. La 40e édition organisée en 2000 aura été la dernière organisée par Le Figaro.

### Organisation par Hugo Events (2013-)

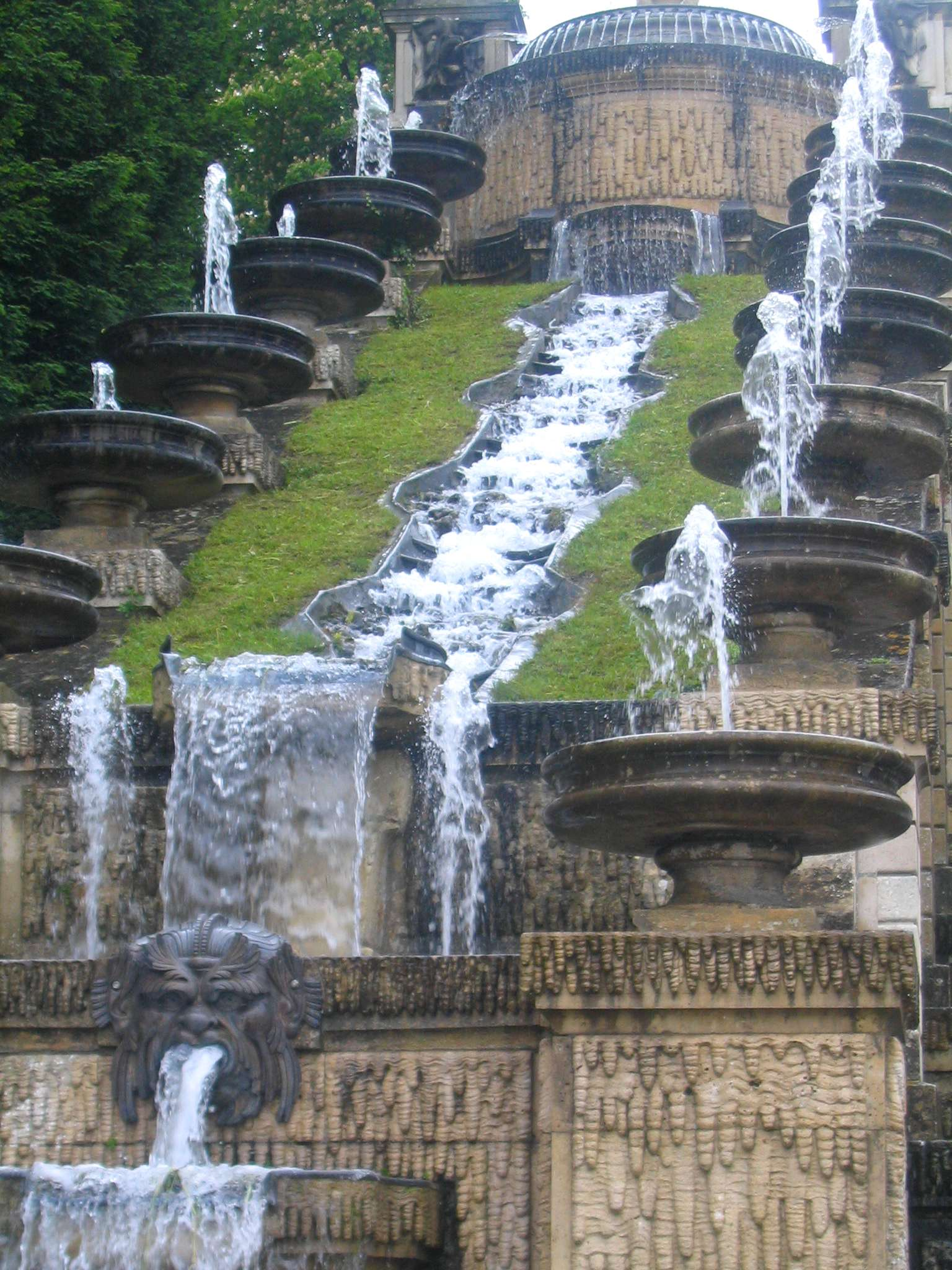
Le parc de Saint-Cloud

En 2013, Hugo Events, le département événementiel de Hugo & Cie, reprend l'organisation de la course. Elle a désormais lieu en novembre dans le parc de Saint-Cloud et propose 4 distances (5, 10, 15 et 20 km).
Depuis 2016, une partie des frais d'inscription est reversée au Téléthon qui se déroule le même week-end.